# Dioon califanoi
Dioon califanoi je druh cykasu z čeledi zamiovité. Roste v mexických státech Oaxaca a Puebla. Dorůstá výšky 3 m a šířky kmene do 30 cm. Je pojmenován po italském botanikovi Luigi Califanovi.
Roste na úbočí kaňonů ve výškách 2-3 000 m n. m. v přechodové zóně mezi dubovo-borovicovými lesy a tropickými lesy. Na stejném místě rostou agáve a tilandsie.
Druh je snadno rozeznatelný lístky posazenými na řapíku do silně skloněného "V".